# SN 2008ir
SN 2008ir – supernowa typu Ia odkryta 27 listopada 2008 roku w galaktyce A081612-0721. W momencie odkrycia miała maksymalną jasność 18,70m.